# 李特
李特（3世紀？—303年），字玄休，西晉末年巴氐人（一說為賨人），其父為李慕；十六國時期成漢國建立者李雄之父，是成漢政權的奠基者。後來李特之子李雄稱王時，追諡李特為成都景王，等到稱帝時，再追諡為景皇帝，廟號為始祖。

## 生平

### 避亂蜀地
李特祖籍為巴西郡宕渠縣（今中國四川省渠縣），其先祖後於曹魏時被遷至略陽（今中國甘肅省秦安縣）。李特身長八尺，在兄弟間排行第二，並與其兄弟都精於騎射，以武略聞名，鄉里紛紛歸附李氏兄弟。西晉元康八年（298年），因齊萬年叛亂使得關中混亂，加上多年饑荒，李特兄弟於是與關中人民一同入蜀。原本朝廷不容許他們進入蜀地，僅讓他們留駐漢中等地，並派侍御史李苾前往慰勞並監察，不容許他們經劍閣入蜀。但因李苾受賄並上奏朝廷，故此李特和一眾中流民都得以在益州和梁州一帶居住。

### 討平趙廞
永康元年（300年），益州刺史趙廞被朝廷徵召為大長秋，原職由成都內史耿滕接任。趙廞身為皇后賈南風姻親，但當年趙王司馬倫就廢黜賈南風並執掌朝政，趙廞因此害怕會因為自己與賈南風的關係而受逼害；而且趙廞亦見晉室宗室相殘，暗有割據巴蜀之意，於是決心叛晉，不旦開倉賑擠流民以收買人心，亦因李特兄弟和其黨眾都強壯勇猛，趙廞於是厚待他們並作為自己爪牙。李特等人亦恃仗趙廞的勢力，聚眾為盜，蜀人視為大患。及後趙廞擊殺耿滕，自稱大都督、大將軍、益州牧。當時李特三弟李庠率親族、黨眾及四千騎兵歸附趙廞，但趙廞因李庠通曉兵法，軍容齊整而感到不快，最終於次年（301年）殺害李庠。
趙廞雖然歸還李庠屍體給李特，並任用李特兄弟為督護以作安撫，但李特兄弟都怨恨趙廞，引兵北歸緜竹。李特後秘密地招收到七千多名兵眾，夜襲並大破趙廞所派北防晉兵的軍隊，並進攻成都（今四川省成都市）。趙廞猝不及防，逃亡被殺，李特則攻陷成都，縱兵大掠，殺趙廞屬官及任命的官員，並派牙門王角及李基向西晉朝廷陳述趙廞罪狀。

### 結恩流民
在趙廞叛變之時，朝廷另派梁州刺史羅尚入蜀任益州刺史。李特知道羅尚入蜀的消息後十分畏懼，特意派其弟李驤帶著寶物迎接，令羅尚十分高興。李流及後在緜竹為羅尚勞軍，但廣漢太守辛冉和羅尚牙門將王敦卻勸羅尚殺李流。羅尚雖未接納，但李流已經十分畏懼。
及後，朝廷命秦、雍二州召還入蜀的流民。但李特在後來才入蜀的兄長李輔口中得知中原已亂，因此不欲回到關中，於是派閻式請求羅尚，又賄賂羅尚及監督流民回州的御史馮該等，成功讓他們延遲到秋天才起行。同時，朝廷以平定趙廞之功封賞李特，拜李特為宣威將軍，封長樂鄉侯。同時下詔命州府列出當地與李特平定趙廞的流人以作封賞，但辛冉卻沒有如實上報，意圖將平定趙廞作為自己的功勳，於是招來眾人的怨恨。
七月，羅尚再催逼流民起程，然而流民都不願歸去，而且未收割穀物，未有旅費，於是深感憂慮。李特於是再派閻式請求再延遲至冬季才起行，但羅尚聽從辛冉和李苾之言，不再答允。辛冉當時又打算殺害流民首領以獲得他們的物資，於是以當日趙廞敗死時流民大掠成都為由，要在關口搜奪經過的流民的物資財寶。閻式看到這些情形，於是回到李特所駐的緜竹，並勸李特防備可能進襲的辛冉。而當時李特亦因多次為流民發聲，於是獲流民歸心和歸附。而常時李特又將辛冉懸紅捕殺李特兄弟的文告全部收下並改為求取當地李氏、任氏、閻氏等豪族和氐、叟侯王首級，於是令流民大懼，短時間內就有超過二萬人在李特麾下。李特於是特定將部眾分為兩營，分別由自己和李流統率。

### 叛晉自立
不久，辛冉就派广漢都尉曾元、牙門張顯等領兵三萬進攻李特，羅尚亦派督護田佐助戰，而李特因早有準備，下令戒嚴等待曾元等到來。曾元等人到後，李特仍安然躺臥著，沒有任何動作，但當約半數軍隊進入營壘時，李特就命伏兵突擊曾元，大敗敵軍，並殺死曾元、張顯和田佐，並送首給羅尚。李特至此反叛。

### 進攻成都
當地流民於是共推李特為主，並上書請行鎮北大將軍，承制封拜。隨後便領兵進攻辛冉所在的廣漢，辛冉不敵而退奔德陽。李特在攻佔廣漢後便進攻成都。因羅尚貪婪殘暴，對比李特與蜀人約法三章，並且施捨人民，賑濟借貸，禮賢下士，拔擢人才，軍紀及施政肅然，人民都支持李特。李特屢次擊敗羅尚，羅尚唯有死守成都，並向梁州及南夷都尉李毅求救。
永寧二年（302年），平西將軍、河間王司馬顒派衙博及張微討伐李特，李毅亦派兵支援羅尚，羅尚亦派張龜進攻李特。但李特自領兵擊潰張龜，並命李蕩和李雄攻衙博，不但擊退對方，並收降了巴西郡和葭萌。同年，李特自稱為大將軍、益州牧，都督梁、益二州諸軍事。及後李特就進攻張微，但張微居高據險防守，並趁李特營壘空虛時派兵進攻李特。當時李特處於劣勢，幸李蕩援軍趕到並拼死一戰擊潰張微，才令李特脫險；及後更進攻並斬殺張微。當時羅尚繼續進攻城外李特等軍，但多次交戰皆戰敗，更令李特軍獲得大量兵器和盔甲。及後又多次擊敗梁州刺史許雄所派的軍隊。
太安二年（303年），李特擊潰羅尚駐紥在郫水的水軍，並再進攻成都，蜀郡太守徐儉於是以成都少城投降。但李特進城後僅取用馬匹作軍隊使用，並沒有進行搶掠，並且改元建初。當時蜀人聚居成各個塢自守，都款待李特，李特亦派人安撫並讓流民到各個塢內取食以節省軍糧開支。當時李流和上官惇都勸李特小心各塢都不是誠心支持自己，提防他們反叛，但李特決意安民，不去提防他們。

### 中計被殺
及後荊州刺史宗岱和建平太守孫阜率水軍救援據守成都太城的羅尚，李特派李蕩等與任臧合兵抵禦。其時宗岱等軍軍勢強盛，令各塢生有二心；同時羅尚又派益州從事任叡又詐降李特，暗中聯結塢主與羅尚一同舉兵，並假稱成都太城內糧食將盡。二月，羅尚率兵乘虛襲擊李特，各塢都響應，於是李特大敗，收兵駐守新繁。後李特見羅尚退兵，於是追擊，最終被羅尚出大軍反擊，李特及李輔和李遠都戰死，屍體被焚毀並送首級到首都洛陽。
其弟李流接管其部眾。

## 家庭

### 兄弟
- 李輔，李特兄長，李特入蜀時仍居略陽，後入蜀。與李特一同戰死。
- 李庠，李特三弟，原獲趙廞賞識，被表為威寇將軍，封陽泉亭侯。但才幹被趙廞所忌，被殺。
- 李流，李特四弟，李特死後接手領導部眾。
- 李驤，李特五弟，成漢太傅。

### 妹夫
- 李含

### 妻妾
- 罗氏

### 子女
- 李始，李特長子，成漢太保。
- 李蕩，李特次子，李特死後與李流進攻羅尚時戰死。
- 李雄，李特幼子，成漢武帝。

## 延伸阅读
[在维基数据编辑]
 《晉書·卷120》，出自房玄齡《晉書》